# Orthemis discolor
Orthemis discolor is een libellensoort uit de familie van de korenbouten (Libellulidae), onderorde echte libellen (Anisoptera).
De wetenschappelijke naam Orthemis discolor is voor het eerst geldig gepubliceerd in 1839 door Burmeister.